# Ґралево (Вармінсько-Мазурське воєводство)
Ґралево (пол. Gralewo, нім. Grallau) — село в Польщі, у гміні Плосьниця Дзялдовського повіту Вармінсько-Мазурського воєводства.
Населення — 201 особа (2011).
У 1975-1998 роках село належало до Цехановського воєводства.

## Демографія
Демографічна структура станом на 31 березня 2011 року:
|          | Загалом | Допрацездатний вік | Працездатний вік | Постпрацездатний вік |
| -------- | ------- | ------------------ | ---------------- | -------------------- |
| Чоловіки | 99      | 25                 | 70               | 4                    |
| Жінки    | 102     | 26                 | 56               | 20                   |
| Разом    | 201     | 51                 | 126              | 24                   |